# Kohmo
Kohmo est un quartier du district Nummi-Halinen à Turku en Finlande,.

## Description
Le quartier de Kohmo est situé dans la partie orientale de Turku, au sud du fleuve Aurajoki, et bordé par la ville de Kaarina à l'est.
Les quartiers voisins sont Kurala à l'ouest, Pääskyvuori et Varissuo au sud.
L'espace habité de Kohmo est situé sur le côté est de la vallée de la rivière Jaaninoja, derrière une pente boisée. 
Il se compose d'une zone dominée par des maisons individuelles au milieu des forêts de Säkömäki et Virmuvuori, et d'une zone dominée par des maisons mitoyennes et des immeubles résidentiels, qui ont été construits au début des années 1990.
Au centre de Kohmo se trouvent une garderie et une école bâties en 2009. 
La superficie de Kohmo est de 91 hectares, dont 1,3 hectare de parcs et d'espaces verts, 30,7 hectares de champs et de prairies et 20,9 hectares de forêt. 
Kohmo a une aire de jeux, un terrain de jeux de balle, une aire de skate, un poteau de basket-ball et une piste d'athlétisme.

## Transports
Le terminus des lignes de bus 2 et 2A et de la ligne de nuit 28 est à Kohmo. 
Les bus 2B et 2C de Littoinen traversent Kohmo.

## Galerie

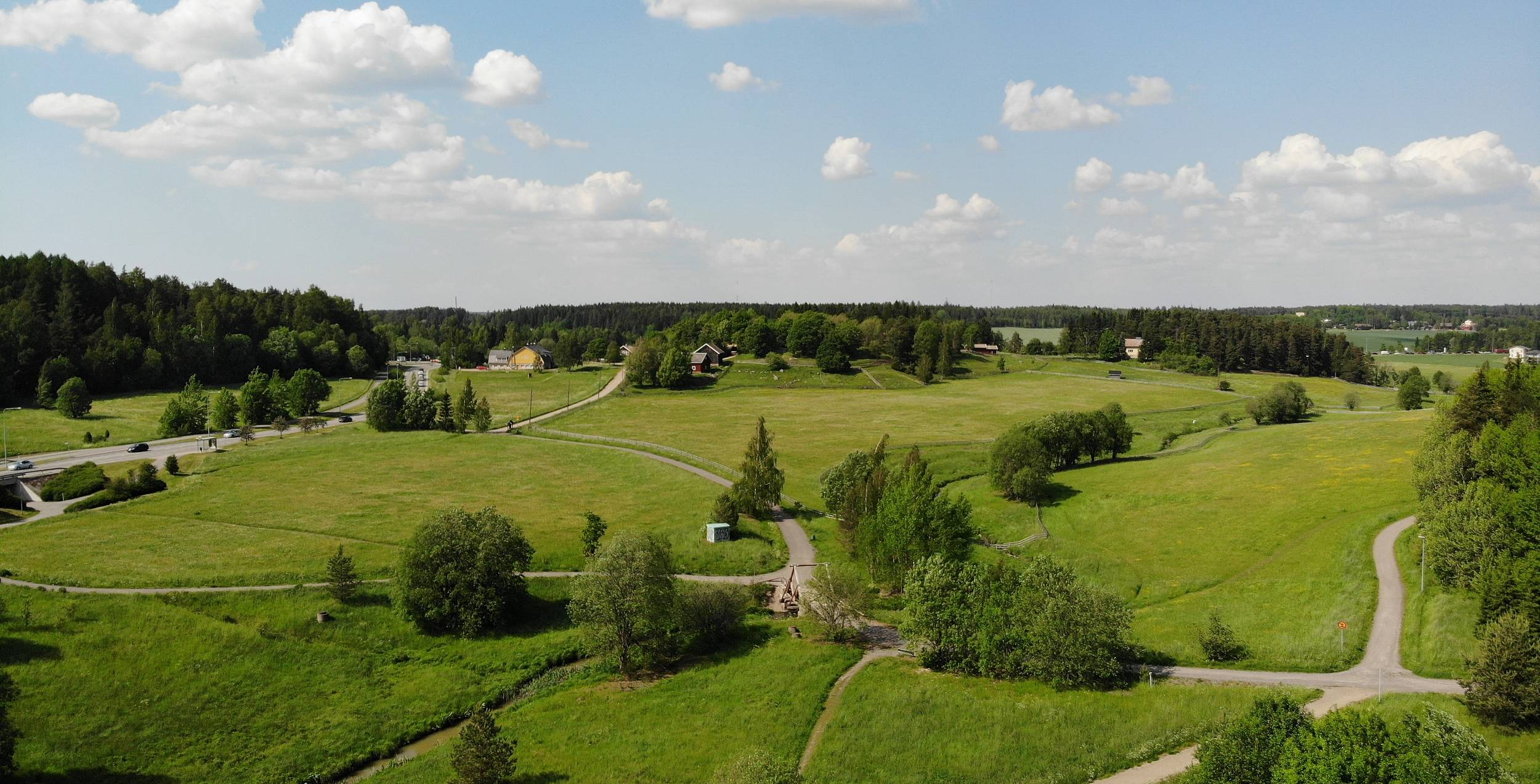
Kurala et Kohmo.